# 5675 (année hébraïque)
5675 (hébreu : ה'תרע"ה , abbr. : תרע"ה) est une année hébraïque qui a commencé à la veille au soir du 21 septembre 1914 et s'est finie le 8 septembre 1915. Cette année a compté 353 jours. Ce fut une année simple dans le cycle métonique, avec un seul mois de Adar. Ce fut la cinquième année depuis la dernière année de chemitta.

## Calendrier
Ce calendrier hébraïque de l'année 5675 donne les correspondances avec les dates du calendrier grégorien.
Le premier nombre dans chaque case correspond au jour du mois hébraïque. Les jours en couleurs sont des jours remarquables juifs .
| ◄◄ | 5675 | ►► |

## Naissances
- Abba Eban
- Moshe Dayan

## Décès
- Isaac Leib Peretz
- Yitzchak Yaacov Reines

5670 - 5671 - 5672 - 5673 - 5674 - 5675 - 5676 - 5677 - 5678 - 5679 - 5680